# NGC 2171
NGC 2171 is een niet-bestaand object in het sterrenbeeld Tafelberg. Het betreft mogelijk een sterrenwolk (star cloud), in dat geval is de rechte klimming verkeerd opgegeven. Het hemelobject werd op 16 december 1835 ontdekt door de Britse astronoom John Herschel.